# Старухіна Аліна Олексіївна
Аліна Старухіна (нар. 6 листопада 2000) — українська футболістка, півзахисниця донецького «Шахтаря».

## Клубна кар'єра
Аліна Старухіна вихованка рівненського футболу. Професіональну футбольну кар'єру розпочала 2018 року в клубі «Родина-Ліцей».  
У сезоні 2020/21 років Старухіна виступала у вищій лізі чемпіонату України за команду «Восход» та здобула разом з нею бронзову медаль чемпіонату.
Влітку 2021 року Аліна Старухіна доєдналася до новостворенної команди «Шахтар» (Донецьк). 
14 серпня разом з командою розпочала виступи у першій лізі чемпіонату України. У дебютному для жіночої команди «Шахтаря» офіційному матчі, автором першого історичного голу стала саме Аліна Старухіна, яка відкрила рахунок на 6-й хвилині матчу проти «Багіри» з Кропивницького. 
У тому сезоні в активі Старухіної був ще дубль у ворота миколаївської «Ніки». «Шахтар» впевненно посідав перше місце в турнирній таблиці, але в результаті сезон не було дограно через російське вторгнення. 
Починаючи з сезону 2022/23 років Старухіна разом з «Шахтарем» виступає у вищий лізі. Дебютний гол у елітному дивізіоні Старухіна забила 8 травня 2024 року у ворота «Ладомиру».  